# Alekseev
Nikita Vladimirovitsj Alekseev (Oekraïens: Микита Володимирович Алєксєєв; Kiev, 18 mei 1993) is een Oekraïens zanger.

## Biografie
Alekseev raakte bekend in eigen land door in 2014 deel te nemen aan de Oekraïense versie van The Voice. Hij haalde daarin de halve finales. Zijn eerste single werd een hit in de voormalige Sovjet-Unie. Begin 2018 nam hij deel aan de Wit-Russische preselectie voor het Eurovisiesongfestival. Met het nummer Forever won hij de finale, waardoor hij mocht deelnemen aan het Eurovisiesongfestival 2018 in de Portugese hoofdstad Lissabon. Hij raakte er echter niet tot in de finale.
2004: Aleksandra & Konstantin · 
2005: Angelika Agoerbasj · 
2006: Polina Smolova · 
2007: Dmitri Koldoen · 
2008: Roeslan Alechno · 
2009: Pjotr Elfimov · 
2010: 3+2 · 
2011: Anastasia Vinnikova · 
2012: Litesound · 
2013: Aljona Lanskaja · 
2014: Teo · 
2015: Uzari & Maimuna · 
2016: Ivan · 
2017: Navi · 
2018: Alekseev · 
2019: ZENA